# Spiroplasma chinense
Spiroplasma chinense è una specie di batterio appartenente alla famiglia delle Spiroplasmataceae.